# 李小狼
李小狼（中国遼藝版称为王小明）是CLAMP創作的漫畫作品《百變小櫻》的男主角。他是香港道士名門李家（古羅母親的家族）的繼承人，為了蒐集古羅牌來到日本，與有著相同目的的女主角木之本櫻形成競爭關係，兩人隨著故事發展成為情侶。
日語配音員為熊井統子。

## 人物資料
- 家人：父親姓名不詳，母親李夜蘭、大姐李芙蝶、二姐李雪花、三姐李黃蓮、四姐李緋梅都在香港；在日本與管家老魏同住，自小一起長大的表妹李莓鈴則是不請自來的從香港搬來同住。
- 喜愛的食物：巧克力、點心
- 喜歡的顏色：綠色
- 喜歡的花：牡丹
- 討厭的食物：蒟蒻
- 喜愛的科目：體育
- 不擅長的科目：數學、國語（日文）
- 擅長：烹飪、中國武術
- 害怕的東西：女孩子的哭聲
- 女友：木之本櫻
- 所屬社團：无
- 最想要：古羅·理道的書

## 简介
登場年齡10歲，因收集古羅卡來到日本的他，轉學到了私立友枝小學四年級，與小櫻以及知世成為了同班同學。
小狼的父親在動畫第19話中由同住的阿維提及已早年過世，原先居住在香港的他是與母親夜蘭，以及4個姐姐，管家阿維，還有莓鈴一起生活、成長的。由於他在同輩中唯一擁有異常強大魔力的人（莓鈴和4位姊姊皆是魔法師家族中，罕見沒有魔力的人），而逼使他努力成為稱職的繼承人。他的個性相當內斂、沉穩，有超出年齡的成熟。
一開始小狼對其他人的態度並不怎麼友善，尤其是與小櫻互相爭奪收集到的古羅卡時更能看出；但隨著劇情，小櫻的善良與溫柔慢慢讓他有了改變，同時也對她漸漸產生了微妙的情愫。
小狼的運動神經也相當發達，擅長足球，甚至是滑雪也行；對於烹飪，他也很拿手。
他本來對雪兔會不自覺的產生喜歡的感覺；但隨著劇情，他了解到那並不是自己的本意，而且還接受了雪兔的鼓勵。
看似機靈的小狼事實上內心也相當單純，常常與小櫻兩個人一起被山崎的吹牛謊言所騙；而且跟小櫻一樣，他對於感情的事也相當內向。
最常使用「傳家寶劍」、「符咒」、「羅庚」。
在《Tsubasa翼》中，「小狼」使用的武器与他的「傳家寶劍」异常相似，同时也会使用雷帝招来、风华招来、水龍招來等特有招式。

## 趣聞
- 跟小櫻一樣不擅長吹牧童笛，但懂得彈琴[3]。
- 與基路比羅斯的相處，完全就是個歡喜冤家；基路比羅斯叫他「小子（細路）」，他則叫基路比羅斯「玩偶（毛公仔）」。升上中學後變得成熟，不再生牠氣，還會承認自己的不足之處。
- 跟小櫻的哥哥桃矢處得並不怎麼好（因为桃矢知道他会夺走他最珍惜的妹妹小樱）；桃矢老是叫他「小鬼」，還用監視的眼光看著他與小櫻。